# Selemet
Selemet è un comune della Moldavia situato nel distretto di Cimișlia di 3.803 abitanti al censimento del 2004